# BAFTA (премия, 1973)
26-я церемония вручения наград премии BAFTA

1973
Лучший фильм: 

Кабаре 

Cabaret
< 25-я Церемонии вручения 27-я >
26-я церемония вручения наград премии BAFTA, учреждённой Британской академией кино и телевизионных искусств, за заслуги в области кинематографа за 1972 год состоялась в Лондоне в 1973 году.

## Полный список победителей и номинантов
| Победители выделены отдельным цветом. |

### Основные категории
| Категории                                               | Победитель и номинанты                                            |
| ------------------------------------------------------- | ----------------------------------------------------------------- |
| Лучший фильм                                            | • «Кабаре»                                                        |
| Лучший фильм                                            | • «Заводной апельсин»                                             |
| Лучший фильм                                            | • «Последний киносеанс»                                           |
| Лучший фильм                                            | • «Французский связной»                                           |
| Лучшая режиссёрская работа                              | • Боб Фосс — «Кабаре»                                             |
| Лучшая режиссёрская работа                              | • Питер Богданович — «Последний киносеанс»                        |
| Лучшая режиссёрская работа                              | • Стэнли Кубрик — «Заводной апельсин»                             |
| Лучшая режиссёрская работа                              | • Уильям Фридкин — «Французский связной»                          |
| Лучшая мужская роль                                     | • Джин Хэкмен — «Французский связной» и «Приключение „Посейдона“» |
| Лучшая мужская роль                                     | • Роберт Шоу — «Молодой Уинстон»                                  |
| Лучшая мужская роль                                     | • Марлон Брандо — «Крёстный отец»                                 |
| Лучшая мужская роль                                     | • Марлон Брандо — «Ночные пришельцы»                              |
| Лучшая мужская роль                                     | • Джордж К. Скотт — «Больница»                                    |
| Лучшая мужская роль                                     | • Джордж К. Скотт — «Они могут быть гигантами»                    |
| Лучшая женская роль                                     | • Лайза Миннелли — «Кабаре»                                       |
| Лучшая женская роль                                     | • Стефан Одран — «Мясник»                                         |
| Лучшая женская роль                                     | • Дороти Тьютин — «Дикий мессия»                                  |
| Лучшая женская роль                                     | • Энн Бэнкрофт — «Молодой Уинстон»                                |
| Лучшая мужская роль второго плана                       | • Бен Джонсон — «Последний киносеанс»                             |
| Лучшая мужская роль второго плана                       | • Макс Эдриан — «Приятель»                                        |
| Лучшая мужская роль второго плана                       | • Ральф Ричардсон — «Леди Каролина Лэм»                           |
| Лучшая мужская роль второго плана                       | • Роберт Дюваль — «Крёстный отец»                                 |
| Лучшая женская роль второго плана                       | • Клорис Личмен — «Последний киносеанс»                           |
| Лучшая женская роль второго плана                       | • Айлин Бреннан — «Последний киносеанс»                           |
| Лучшая женская роль второго плана                       | • Мариса Беренсон — «Кабаре»                                      |
| Лучшая женская роль второго плана                       | • Шелли Уинтерс — «Приключение „Посейдона“»                       |
| Самый многообещающий дебютант, исполнивший главную роль | • Джоэл Грей — «Кабаре»                                           |
| Самый многообещающий дебютант, исполнивший главную роль | • Бад Корт — «Гарольд и Мод»                                      |
| Самый многообещающий дебютант, исполнивший главную роль | • Аль Пачино — «Крёстный отец»                                    |
| Самый многообещающий дебютант, исполнивший главную роль | • Саймон Уорд — «Молодой Уинстон»                                 |
| Лучший сценарий                                         | • «Больница» — Пэдди Чаефски                                      |
| Лучший сценарий                                         | • «Последний киносеанс» — Ларри Макмертри, Питер Богданович       |
| Лучший сценарий                                         | • «Заводной апельсин» — Стэнли Кубрик                             |
| Лучший сценарий                                         | • «Кабаре» — Джей Прессон Аллен                                   |

### Другие категории
| Категории                                                  | Победитель и номинанты                                        |
| ---------------------------------------------------------- | ------------------------------------------------------------- |
| Лучшая музыка к фильму                                     | • «Крёстный отец» — Нино Рота                                 |
| Лучшая музыка к фильму                                     | • «Леди Каролина Лэм» — Ричард Родни Беннетт                  |
| Лучшая музыка к фильму                                     | • «Макбет» — The Third Ear Band                               |
| Лучшая музыка к фильму                                     | • «Молодой Уинстон» — Альфред Ролстон                         |
| Лучшая операторская работа                                 | • «Алиса в Стране чудес» — Джеффри Ансуорт                    |
| Лучшая операторская работа                                 | • «Кабаре» — Джеффри Ансуорт                                  |
| Лучшая операторская работа                                 | • «Образы» — Вилмош Жигмонд                                   |
| Лучшая операторская работа                                 | • «Заводной апельсин» — Джон Олкотт                           |
| Лучшая операторская работа                                 | • «Избавление» — Вилмош Жигмонд                               |
| Лучшая операторская работа                                 | • «Маккейб и миссис Миллер» — Вилмош Жигмонд                  |
| Лучшая операторская работа                                 | • «Сад Финци-Контини» — Эннио Гварньери                       |
| Лучший дизайн костюмов                                     | • «Алиса в Стране чудес» — Энтони Мендельсон                  |
| Лучший дизайн костюмов                                     | • «Макбет» — Энтони Мендельсон                                |
| Лучший дизайн костюмов                                     | • «Молодой Уинстон» — Энтони Мендельсон                       |
| Лучший дизайн костюмов                                     | • «Кабаре» — Шарлотт Флемминг                                 |
| Лучший дизайн костюмов                                     | • «Крёстный отец» — Анна Хилл Джонстон                        |
| Лучшая работа художника-постановщика                       | • «Кабаре» — Рольф Цейтбауэр                                  |
| Лучшая работа художника-постановщика                       | • «Заводной апельсин» — Джон Бэрри                            |
| Лучшая работа художника-постановщика                       | • «Леди Каролина Лэм» — Кармен Диллон                         |
| Лучшая работа художника-постановщика                       | • «Молодой Уинстон» — Джеффри Дрейк, Дон Эштон                |
| Лучший монтаж                                              | • «Французский связной» — Джерри Гринберг                     |
| Лучший монтаж                                              | • «Заводной апельсин» — Билл Батлер                           |
| Лучший монтаж                                              | • «Избавление» — Том Пристли                                  |
| Лучший монтаж                                              | • «Кабаре» — Дэвид Бритертон                                  |
| Лучший звук                                                | • «Кабаре» — Дэвид Хилдъярд, Роберт Кнудсон, Артур Пьянтадози |
| Лучший звук                                                | • «Заводной апельсин» — Брайан Блэйми, Джон Джордан, Билл Роу |
| Лучший звук                                                | • «Избавление» — Джим Аткинсон, Уолтер Госс, Дуг Тёрнер       |
| Лучший звук                                                | • «Французский связной» — Крис Ньюман, Теодор Содерберг       |
| Лучший короткометражный фильм Награда имени Джона Грирсона | • Memorial                                                    |
| Лучший короткометражный фильм Награда имени Джона Грирсона | • History of the Motor Car                                    |
| Лучший короткометражный фильм Награда имени Джона Грирсона | • The Tide of Traffic                                         |
| Лучший специализированный фильм                            | • Cutting Oils and Fluids                                     |
| Лучший специализированный фильм                            | • We Call It Petrol                                           |
| Лучший специализированный фильм                            | • What Did You Learn at School Today?                         |
| Лучший специализированный фильм                            | • What Is Life?                                               |
| United Nations Award                                       | • «Сад Финци-Контини»                                         |
| United Nations Award                                       | • «День в смерти Джо Эгга»                                    |
| United Nations Award                                       | • «Один день Ивана Денисовича»                                |
| United Nations Award                                       | • «Семейная жизнь»                                            |
| BAFTA Academy Fellowship Award                             | • Грейс Уайндхэм Голди — телевизионный продюсер               |